# ЧПГИТОК „Антоан Дьо Сент-Екзюпери“
Частна профилирана гимназия по информационни технологии и обществени комуникации „Антоан Дьо Сент-Екзюпери“ е наследник на философията, традициите, идеите и иновационните подходи в обучението и цялостното развитие личността на ученика, датиращи от 1993 г. в Частно езиково училище „Малкият принц“.

## Местонахождение
Гимназията се намира в гр. Варна кв. „Чайка“ до бл. 19.

## Стандарти
МИСИЯ – Да осъществява самостоятелна и проактивна училищна политика, съответстваща на потребностите на високо технологичното информацинно общество. ФИЛОСОФИЯ – Формиране на ценностна система в адекватна социална среда, подпомагаща по-леката адаптация на младите хора за посрещане предизвикателствата на утрешния ден. ТЕХНОЛОГИИ – Изграждане на система от модул за придобиване на технологична култура и управление на информацията, чрез иновационни методи и техники за обучение. ТРАДИЦИИ – Възпитаване на родолюбив дух, национално достойнство, съхраняване на традиции в контекста на транскултурологичната насоченост на личността. ГРАЖДАНИ НА СВЕТА – Стимулиране готовността на учениците да изучават повече от два западни езика чрез осигуряване стандарти за измерване придобитите знания в България и в чуждоезикова среда. МЕЖДУНАРОДНИ СТАНДАРТИ – Подготовка по английски език – за достигане на ниво TOEFL, SAT. Подготовка по немски език до ниво MITTELSTUFE НА ГЬОТЕ ИНСТИТУТ, Сертификати i дипломи за компютърни умения на Университета CAMBRIDGE, Microsoft IT Academy и Cisco Network Academy – Cambridge IT Skills Standart, Cambridge IT Proficiency, A+, CCNA /Cisco Certified Network Associate/, ПРИОРИТЕТЕН ПОДХОД – личностен – отчитащ индивидуалните възможности и амбиции на всеки ученик.

## Обучение
Обучението в гимназията започва от VIII клас с профилиращ предмет – английски/немски език – 21 часа седмично, който не започва от начално ниво на обучение. В края на VIII клас учениците придобиват знания за полагане на изпити за сертификатни нива по английски и немски език: First Certificate in English на University of Cambridge и Pitman Intermediate и на Гьоте Институт – ниво Grundstufe и Mittelstufe. Преподавателският екип е амбициозен, намиращ баланс между традиционните и иновационни методи на обучение. Основна форма на обучение – диалог, като се дават шансове за собствено проучване и интерпретиране на вълнуващи учениците теми. В учебния процес участват и университетски преподаватели. Ежегодно гостуват учители – чужденци. Обучението по информатика и информационни технологии е изпреварващо спрямо държавните стандарти с възможност за международни сертификати на Microsoft и Cisco Academy.

## Ресурси
Гимназията е оборудвана с мултимедийни класни стаи, които дават възможност за провеждане на интерактивни уроци, упражнения и др. Във всяка една точка има достъп до глобалната мрежа посредством изградената безжична обвързаност Wi-Fi до глобалната мрежа по стандарати IEEE 802.11 a/b/g/n. Посредством Платформата за виртуално обучение учебният процес продължава и след като приключат класните дейности на територията на училището. Създадена е и Система за родителски контрол, който дава възможност на родителите да следят оценките и баланса на въведената кредитната система за поведение.

## Международни проекти
Гимназията участва в следните международни проекти Preserving the past, confronting the present to build the future together, UNITED iN DIVERSITY както и в интернет инициативата Safer Internet Day 2007 Competition

## Локални проекти
Традиция е гимназията да създава локални проекти, с цел максимално да се прилагат знанията в практическото им приложение. Ежегодни са School IT Storm – представя постиженията на синтеза техника – изкуство – комуникация (компютърна графика и анимация, мултимедия, интерактивни изкуства, Интернет изкуства) в основната и гимназиална училищна степен. Форумът е единствен по рода и мащабите си за гр. Варна и Варненска област. LAN Party School Edition – Предизвикателство към всеки ученик на възраст между 12 и 17 години да се изяви в сферата на информационните технологии на територията на гр. Варна.